# Jó estét nyár, jó estét szerelem (film)
A Jó estét nyár, jó estét szerelem 1972-ben bemutatott, kétrészes tévéfilm Szőnyi G. Sándor rendezésében, amely Fejes Endre 1969-ben megjelent azonos című kisregényének filmváltozata. A forgatókönyvet saját művéből Fejes Endre írta. A filmet a MAFILM 1. Játékfilmstúdió és a Magyar Televízió Drámai Főszerkesztősége gyártotta.

## Cselekmény
A kisregény és a belőle készült filmadaptáció valóságos eseményt dolgoz fel: egy gyári lakatosként dolgozó, a szakmájában becsülettel helytálló fiatal munkásember különös történetét. Ez a fiatalember egész hónapban azért gürcöl az üzemben, hogy néhány napig egy fényűzően és gondtalanul élő világfit alakíthasson, nevezetesen egy külföldi nagykövetség diplomatáját (Viktor Edmun/Edmond), aki Budapesten és a nemzetközi tárgyalásokon hazáját, Görögországot képviseli. Szüleit e szerepben szintén követségi alkalmazottként említi: apuka Washingtonban, anyuka pedig Stockholmban dolgozik, és hozzájuk is állandóan utazgatnia kell. Ezt a kitalált figurát adja elő elegáns öltönyben, választékosan tört magyarsággal és látványos pénzszórással olyan naív, fiatal lányoknak, akik szeretnének jól férjhez menni, ezért könnyen behálózhatók és sok mindenre hajlandók. Nagy reményeket szövögetve randevúznak „Viktor”-ral – mindaddig, amíg a fiú váratlanul faképnél nem hagyja őket. Szerepjátékához asszisztál gépkocsivezető barátja, aki a „követségi” autó – egy ki tudja, honnan szerzett fekete Chevrolet – sofőrjét alakítja. „Viktor” ezt a második, titkos életét addig tudja színlelni, amíg valaki le nem leplezi. Két feljelentés is érkezik ellene, de rendőrségi ügye egyelőre nem lesz belőle, csak a munkahelyén vonják felelősségre: a lebukás után gyári főnöke figyelmeztetésben részesíti és igyekszik megértetni vele, hogy a játék, amit űz, rendkívüli veszélyeket hordoz magában, rejtett, legrosszabb énjét csalja elő, és szélhámosságért, valamint házasságszédelgésért le is csukhatják. Lelkére beszél a fiúnak, hogy változtasson életmódján. Ő ezt meg is próbálja, ám siófoki üdülése során – ahová éppen azért kapott beutalót a vállalattól, hogy kipihenje és összeszedje magát – találkozik egy gyönyörű nővel, Karácsony Nagy Zsuzsannával. „Viktor” e kísértésnek képtelen ellenállni: az elbűvölő hölgy varázsának hatása alatt újra visszaesik és immár teljesen beleéli magát a görög diplomata szerepébe. A pénzes külföldi partnerre és nyugati életre áhítozó, ambiciózus szőke szépséget hosszasan szédíti és hitegeti, eljegyzést és olasz vízumot ígér neki, amivel szinte magához láncolja, noha a lány igazából nem is vonzódik hozzá, csak ugródeszkának tekinti ahhoz, hogy disszidálhasson – ahogy ezt a kozmetikusának elárulja. Amikor Zsuzsanna végül rájön, hogy az orránál fogva vezették, és udvarlója valójában egy józsefvárosi proli, egyszerű gyári melós, akinek havi keresete a ruhájára se lenne elég, hisztériás rohamot kap és válogatott sértések közepette („Egy ilyen vacak tróger a falhoz állít?! Egy törpe?!”) megfenyegeti a fiút, hogy ország-világ előtt meghurcolja és börtönbe juttatja. A porig alázott, halálra rémült „Viktor” agya elborul, gyilkos ösztön keríti hatalmába: előhúzza nemrég vásárolt rugós kését, s a normafai erdő mélyén, ahová utoljára sétálni hívta szerelmét („Csak nem akar velem az erdőben csókolózni?! Diplomata az erdőben...!” – gúnyolódik rajta nem sokkal előbb a rosszat sejtő lány), elvágja az őrjöngő Zsuzsanna torkát. Tette után, szemlátomást meghibbanva, véres ruhájában taxiba ül, megmosakszik a Margit-szigeti Japánkert tavában, majd feladja magát a rendőrségen.
A munkásfiatal kettős énje, furcsa szerepjátéka hasadásos elmeállapotra (szkizofréniára) utal. Viselkedése felveti a társadalmi szerepvállalás kérdését abból a szempontból, mit lehet tenni az ilyen egyénekkel annak érdekében, hogy ne kövessenek el súlyos bűncselekményt. Ez a kérdés napjainkban sokkal erőteljesebb aktualitást ad a filmnek, mint a maga idején, amikor ez a fajta pszichopatológiás, szkizoid személyiségzavar még ritkaságszámba ment és kirívóan társadalomellenesnek számított. Fontos tudni, hogy az eredeti mű megtörtént gyilkosságot dolgoz fel, és a főszereplő karakterét nyilván az elkövető személyiségéről mintázta az író.

## Szereplők
A főszerepét zseniális átéléssel alakító Harsányi Gábor mellett a korszak számos más nagy színészegyénisége is feltűnik a filmben: Törőcsik Mari, Tolnay Klári, Halász Judit, Zenthe Ferenc, Bánhidi László, Körmendi János, Koncz Gábor, Mensáros László, Molnár Tibor, Tábori Nóra, Faragó Vera, Kállai Ferenc, Pécsi Sándor, Tordai Teri. A filmben sok a közelkép, jól látszanak a színészi gesztusok, az alakítások rendkívül látványosak és hitelesek – akár oktatófilmnek is beillik. A rendezés, az operatőri munka, a színészek játéka a dramaturgiát hatásosan erősítő zenei aláfestéssel együtt minden idők egyik legjobb magyar filmjévé teszik ezt az alkotást.
- Sötétruhás fiú / Viktor Edman/Edmun/Edmond[6] – Harsányi Gábor
- Juhász Katalin – Halász Judit
- Juhász – Pécsi Sándor
- Juhászné – Tolnay Klári
- Hűvős Ilona – Urbán Erika
- Hűvös – Kállai Ferenc
- Hűvösné – Tábori Nóra
- Varga Veronika – Törőcsik Mari
- Karácsony Nagy Zsuzsanna – Tordai Teri
- Zsuzsanna apja – Ujlaky László
- Zsusanna nővére – Faragó Vera
- elárusítólányok a ZÖLDÉRT-standon – Andai Györgyi, Faluhelyi Magda, Marsek Gabi
- fodrászlány – Várhegyi Teréz
- sofőr – Koncz Gábor
- szállásadó – Bánhidi László
- házmester – Molnár Tibor
- személyzetis – Solti Bertalan
- művezető – Zenthe Ferenc
- üzletvezető a közértben – Körmendi János
- részeg ember – Nagy István
- elegáns táncospár a vendéglőben – Mensáros László és Moór Marianna
- orvos – Bodor Tibor
- rendőr – Papp János

További szereplők: 
Fonyó József, Galgóczy Imre, Garamszegi Mária, Kiss Gabriella, Marjai Tibor, Szegedi Gyula, Téri Árpád, Vándor József, Zákonyi Sándor, Zsolnai Júlia, Dallos Szilvia, Kalocsai Kiss Ferenc, Lázár Mária, Surányi Imre, Rákosi Mária, Szersén Gyula, Vay Ilus